# Refrigerant del reactor nuclear

Generador de vapor nuclear genèric PWR Hi ha dos bucles en un generador de vapor PWR, el bucle primari i el bucle secundari. El bucle primari connecta el generador de vapor amb el reactor, i el bucle secundari connecta el generador de vapor amb la turbina. Es tracta d'un generador de vapor de recirculació, on l'aigua secundària normalment fa uns quants viatges al voltant del bucle secundari dins del generador de vapor abans de convertir-se en vapor. El camí de flux per al bucle primari és normalment: El refrigerant primari flueix sobre el feix de combustible del reactor i s'escalfa. El refrigerant primari surt del recipient del reactor a través de la pota calenta. El refrigerant primari entra al recipient inferior del generador de vapor (el cap del canal). El refrigerant primari flueix a través del "costat del tub" del generador de vapor, dins dels tubs del generador de vapor, que estan soldats a la làmina de tubs del generador de vapor. A mesura que el refrigerant flueix pels tubs, la calor es transfereix a l'aigua del sistema secundari (que envolta l'exterior dels tubs) El refrigerant surt dels tubs al costat de la cama freda del recipient inferior, que està separat de la cama calenta per la placa divisoria. El refrigerant primari surt de la pota freda del generador de vapor i es retorna al recipient del reactor, on es torna a escalfar pel combustible, completant el bucle del refrigerant primari. El camí de flux per al bucle secundari és normalment: L'aigua d'alimentació secundària entra al costat de la "closca" del generador de vapor a través de l'alimentació, que és un torus amb broquets curts i en forma de J invertida espaiats al voltant de la seva circumferència principal. L'aigua secundària continua per la baixada, que és l'espai anular entre la carcassa exterior del generador de vapor i la coberta que cobreix el feix de tubs. L'aigua secundària flueix sobre els tubs a l'espai curt entre la part inferior de la coberta i la part superior de la làmina de tubs. A mesura que l'aigua secundària s'escalfa per la calor transferida a través del gruix de la paret del tub, es torna menys densa i tendeix a pujar. L'aigua secundària es continua escalfant a mesura que flueix pels tubs fins que es converteix en una barreja de vapor i aigua. La barreja de vapor i aigua es fa passar a través de separadors de paletes, que utilitzen l'acció centrífuga per separar el vapor de l'aigua. L'aigua es torna a la baixadora per escalfar-la més. Després de sortir dels separadors de paletes de remolí, la mescla de vapor i aigua de més qualitat es fa passar per separadors de chevron, la qual cosa obliga la barreja a prendre un camí tortuós i tendeix a separar més aigua, per tornar a la baixada. El vapor d'alta qualitat surt del generador de vapor, on s'enviarà a la turbina per fer girar el generador elèctric i generar electricitat. El vapor d'escapament es condensarà i es retornarà a través del sistema d'aigua d'alimentació, completant el bucle secundari. També hi ha diversos suports per mantenir situats els tubs i evitar que entrin en contacte. Es tracta de les plaques de suport dels tubs, que suporten la secció recta dels tubs, i les barres antivibracions, que suporten la secció corba dels tubs (de vegades anomenada "corba en U").

Un refrigerant d'un reactor nuclear és un refrigerant d'un reactor nuclear que s'utilitza per eliminar la calor del nucli del reactor nuclear i transferir-la als generadors elèctrics i al medi ambient. Sovint, s'utilitza una cadena de dos bucles de refrigerant perquè el bucle de refrigerant primari pren radioactivitat a curt termini del reactor.
| Refrigerant            | Punt de fusió | Punt d'ebullició |
| ---------------------- | ------------- | ---------------- |
| Aigua pesada a 154 bar |               | 345 °C           |
| NaK eutèctic           | -11 °C        | 785 °C           |
| Sodi                   | 97,72 °C      | 883 °C           |
| FLiNaK                 | 454 °C        | 1570 °C          |
| FLiBe                  | 459 °C        | 1430 °C          |
| Dirigir                | 327,46 °C     | 1749 °C          |
| Eutèctic plom-bismut   | 123,5 °C      | 1670 °C          |

## Aigua
Gairebé totes les centrals nuclears que funcionen actualment són reactors d'aigua lleugera que utilitzen aigua normal a alta pressió com a refrigerant i moderador de neutrons. Al voltant d'1/3 són reactors d'aigua bullint on el refrigerant primari experimenta una transició de fase a vapor dins del reactor. Al voltant de 2/3 són reactors d'aigua a pressió a una pressió encara més alta. Els reactors actuals es mantenen sota el punt crític al voltant dels 374 °C i 218 bar on desapareix la distinció entre líquid i gas, la qual cosa limita l'eficiència tèrmica, però el reactor d'aigua supercrític proposat funcionaria per sobre d'aquest punt.

## Aigua borada
L'aigua borada s'utilitza com a refrigerant durant el funcionament normal dels reactors d'aigua a pressió (PWR), així com en els sistemes de refrigeració del nucli d'emergència (ECCS) tant dels PWR com dels reactors d'aigua bullint (BWR).

## Metall fos
Els reactors ràpids tenen una alta densitat de potència i no necessiten, i han d'evitar, moderació de neutrons. La majoria han estat reactors refrigerats per metall líquid amb sodi fos. També s'han proposat i ocasionalment utilitzats plom, eutèctic plom-bismut i altres metalls. El mercuri es va utilitzar en el primer reactor ràpid.

## Sal fosa
Les sals foses comparteixen amb els metalls l'avantatge de la baixa pressió de vapor fins i tot a altes temperatures i són menys reactives químicament que el sodi. Les sals que contenen elements lleugers com FLiBe també poden proporcionar moderació. En l'experiment del reactor de sal fosa, fins i tot va servir com a dissolvent per transportar el combustible nuclear.

## Gas
També s'han utilitzat gasos com a refrigerant. L'heli és extremadament inert tant químicament com pel que fa a les reaccions nuclears, però té una baixa capacitat calorífica.

## Hidrocarburs
Els reactors moderats i refrigerats orgànicament van ser un concepte primerenc estudiat, utilitzant hidrocarburs com a refrigerant. No van tenir èxit.